# 多田盛綱
多田 盛綱（ただ もりつな）は、平安時代末期の武将。源 盛綱とも。多田源氏の一族である蔵人・多田頼憲（多田蔵人大夫）の子。

## 略歴
保元元年（1156年）に起きた保元の乱に際して、藤原頼長の家人であった父・頼憲に従い崇徳上皇方として出陣しその主力の一翼を形成したが、敗北により父と共に捕らえられ斬首された。